# CGC Viareggio 2017-2018
Questa voce raccoglie le informazioni riguardanti del CGC Viareggio nelle competizioni ufficiali della stagione 2017-2018.

## Stagione
Trentottesima stagione di massima serie, A1. È l'anno delle tre semifinali perse. In semifinale play-off scudetto, il CGC si arrende a gara-5 contro il Lodi. In semifinale di Coppa Italia, il Viareggio perde ai tiri di rigore contro il Forte dei Marmi, dopo che tempi regolamentari e supllementari si erano chiusi in parità. In semifinale di Coppa Continentale (ex SuperCoppa Europea), i bianconeri sono eliminati dagli spagnoli del Reus. Ironia della sorte, il CGC finisce nel girone con Reus e Oliveirense, due partecipanti della Coppa Continentale, e viene eliminato in Eurolega.

## Maglie e sponsor
| 1ª divisa | 2ª divisa |

## Organigramma societario
- Presidente: Alessandro Palagi
- Vicepresidente: Massimo Barozzi
- Consiglieri: Renzo Pardini
- Direttore sportivo: Alessandro Pardini
- Segretaria:
- Addetto stampa:

## Organico

### Giocatori
Dati tratti dal sito internet ufficiale della Federazione Italiana Sport Rotellistici.
| N° | Naz.                  | Ruolo    | Sportivo          |  |  |  |
| -- | --------------------- | -------- | ----------------- |  |  |  |
|    | Italia (bandiera)     | Portiere | Emiliano Torre    |  |  |  |
|    | Argentina (bandiera)  | Esterno  | Fernando Montigel |  |  |  |
|    | Italia (bandiera)     | Portiere | Leonardo Barozzi  |  |  |  |
|    | Italia (bandiera)     | Esterno  | Davide Gavioli    |  |  |  |
|    | Portogallo (bandiera) | Esterno  | Reinaldo Ventura  |  |  |  |
|    | Italia (bandiera)     | Esterno  | Mirko Bertolucci  |  |  |  |
|    | Spagna (bandiera)     | Esterno  | Xavi Costa        |  |  |  |
|    | Italia (bandiera)     | Esterno  | Nicola Palagi     |  |  |  |
|    | Italia (bandiera)     | Esterno  | Jonata Vecoli     |  |  |  |
|    | Italia (bandiera)     | Esterno  | Samuele Muglia    |  |  |  |

### Staff tecnico
- 1º Allenatore:  Alessandro Bertolucci
- 2º Allenatore: n.a.
- Meccanico: